# Никола Тинтор Мађорац
Никола Тинтор Мађорац (Радљевац, код Книна, 1940-их) српски је пјевач и композитор, један од најцјењенијих гласова крајишке изворне пјесме и вођа крајишког састава Звуци Тромеђе.

## Биографија
Никола Тинтор Мађорац (Никола Нине Тинтор, Мађорац, Никола Тинтор – Нине Мађорац) рођен је у Радљевцу код Книна. Отац му се звао Лазар.
Музиком се почиње бавити још у раној младости, бавећи се и студијским радом. Снима двије сингл плоче 1967. и 1972. године, а потом прави велику паузу и наставља са радом 1984. Уз њега је 1987. године музичку каријеру почео Баја Мали Книнџа.
Године 1986. Никола Тинтор учествује у оснивању крајишке групе Звуци Тромеђе. Први албум са овом групом издаје 6. августа 1986. године. Потом је 1988. године са њима снимио албум за Југодиск. У овој групи наступа као солиста и као вођа састава. До почетка рата, са својом групом је снимио још два музичка албума, за ЗКП РТЉ и Мастер продукцију. Након рата наставља наступати са Звуцима Тромеђе, са којима, за Нина трејд из Београда, издаје албум 1996. године (репринт албума из 1988), а затим за Југодиск снима нови албум 1998. године. Године 1999. Звуци Тромеђе поново прелазе у Нина трејд и снимају пет музичких албума (1999, 2000, 2001, 2003. и 2005. године). Године 2010. почињу снимати за издавачку кућу Мелодија рекордс, која послује у оквиру медијске куће Дуга, и издају албуме 2010, 2017. и 2021. године. Сам и са Звуцима Тромеђе, издао је преко 20 албума и снимио преко 220 пјесама.
Често наступа самостално или с групом на различитим приредбама и манифестацијама. Снимио је дуетску пјесму са Радом Гајићем.
Мађорац је познат по специфичној (промуклој) боји гласа и сматра се једним од најбољих вокала крајишке изворне пјесме. Такође, Мађорац се бави и компоновањем. Аутор је већег броја крајишких пјесама. Пјесме најчешће ствара током ноћи, када је сам и око њега влада мир.

## Приватни живот
Ожењен је и има синове Ненада и Бошка.
Приватно, Никола Тинтор је страствени пецарош. Често вријеме проводи на Дунаву, гдје има викендицу. Интересантно је да у родном селу није био од 1994. године.